# Courson
Courson település Franciaországban, Calvados megyében. Lakosainak száma 398 fő (2018. január 1.). Courson Fontenermont, Saint-Aubin-des-Bois, Saint-Sever-Calvados, Sept-Frères, Beslon, Montbray és Morigny községekkel határos.

## Népesség
A település népességének változása:
| Lakosok száma | 591  | 529  | 490  | 420  | 484  | 435  | 432  | 425  | 423  | 398  |
|               | 1968 | 1975 | 1982 | 1990 | 1999 | 2011 | 2013 | 2015 | 2017 | 2018 |